# Glebionis segetum
Espèce
Classification phylogénétique
Le Chrysanthème des moissons, marguerite dorée ou chrysanthème des blés (Glebionis segetum) est une espèce de plante à fleurs de la famille des Asteraceae et du genre Glebionis, probablement d'origine méditerranéenne, naturalisée en Europe du Nord, de l'Ouest, en Chine, en Amérique du Nord et à l’île Maurice.
Glebionis est proche du genre Chrysanthemum.

## Description
C'est une plante annuelle de couleur glauque (vert bleuté), glabre, aux tiges dressées (30-60 cm) et ramifiées. Ses feuilles alternes, lancéolées, sont profondément dentées, les supérieures parfois entières.
Les grands capitules (2,5-4 cm) sont composés de larges ligules jaune d’or, faisant penser aux marguerites.
Les fruits sont des akènes périphérique à deux ailes, de 2-3 mm.

## Distribution
Cette espèce archéo-amphinaturalisée pousse exclusivement sur des sables argileux ou siliceux, type jachères. Non strictement messicole, elle peut parfois être observée en situation rudérale.

## Usages
Cette espèce est utilisée en Turquie dans l'alimentation. On consomme les jeunes feuilles crues en salades ou cuites avec des œufs et comme garniture de friands. Les jeunes tiges pelées sont consommées crues.
En Kabylie (Algérie), la plante entière est utilisée en externe pour les soins des cheveux et soulager les démangeaisons.

## Synonymes
- Chamaemelum segetum (L.) E.H.L.Krause
- Chrysanthemum holophyllum Pau
- Chrysanthemum laciniatum Gilib. nom. inval.
- Chrysanthemum segetale Salisb.
- Chrysanthemum segetum L.
- Chrysanthemum umbrosum Willd.
- Chrysanthemum welwitschii Sch.Bip. ex Nyman
- Leucanthemum segetum (L.) Stankov
- Matricaria segetum (L.) Schrank
- Pinardia segetum (L.) H.Karst.
- Pyrethrum segetum (L.) Moench
- Pyrethrum umbrosum (Willd.) Boiss.
- Xanthophthalmum segetum (L.) Sch.Bip.
- Xantophtalmum segetum (L.) Sch. Bip.

## Statut de protection
En France, l'espèce est protégée en Limousin. Elle figure sur la liste rouges des plantes du Nord-Pas-de-Calais et sur celle d'Île-de-France.